# Convenção para a Proteção da Flora, da Fauna e das Belezas Cênicas Naturais dos Países da América

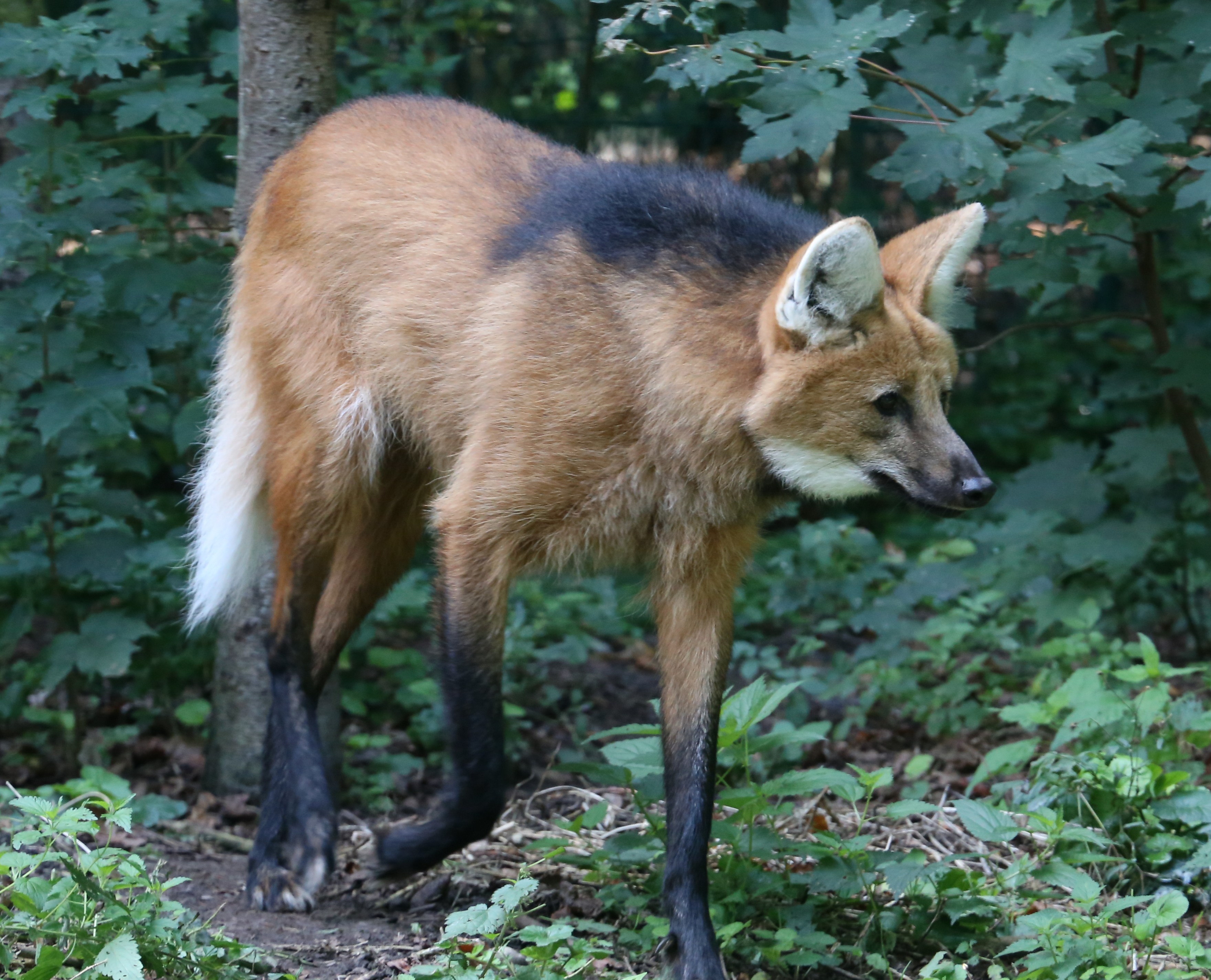
O Lobo-guará é uma das espécies protegidas de forma absoluta pela convenção

A Convenção para a Proteção da Flora, da Fauna e das Belezas Cênicas Naturais dos Países da América, também conhecida como Convenção de Washington de 1940, é um tratado multilateral regional que tem como objeto a conservação da natureza. Assinada na cidade estadunidense de Washington em 12 de outubro de 1940, ela passou a vigorar em 1 de maio de 1942.

## Origens
O acordo teve como inspiração a Convenção de Londres de 1933. Assim como no caso dela, sua elaboração e assinatura são parte da primeira fase de internacionalização das políticas públicas de conservação da natureza.

## Partes signatárias
As partes do tratado são todas do continente americano. Elaborada e assinada no quadro da União Panamericana, sua atual depositária é a Organização dos Estados Americanos (OEA).
As partes signatárias são as seguintes:
| País                 | Data de assinatura |
| -------------------- | ------------------ |
| Argentina            | 19/05/41           |
| Bolivia              | 12/10/40           |
| Brasil               | 27/12/40           |
| Chile                | 22/01/41           |
| Colombia             | 17/01/41           |
| Costa Rica           | 24/10/40           |
| Cuba                 | 12/10/40           |
| República Dominicana | 12/10/40           |
| Ecuador              | 12/10/40           |
| El Salvador          | 12/10/40           |
| Guatemala            | 09/04/41           |
| Haiti                | 29/04/41           |
| Mexico               | 20/11/40           |
| Nicaragua            | 12/10/40           |
| Panama               | 16/12/65           |
| Paraguai             | 10/04/79           |
| Peru                 | 12/10/40           |
| Suriname             | 30/04/85           |
| Trindade e Tobago    | 24/04/69           |
| Estados Unidos       | 12/10/40           |
| Uruguai              | 09/12/40           |
| Venezuela            | 12/10/40           |

## Objetivos
Preservar em seu habitat natural as espécies e gêneros da fauna e da flora nativas das Américas, e conservar áreas de beleza extraordinária, que contenham formações geológicas impressionantes, e regiões de valor estético, histórico ou científico.

## Principais provisões
- Através do acordo as partes se comprometem a criar áreas protegidas como parques nacionais, reservas naturais, monumentos naturais e reservas de proteção estrita de regiões virgens (art. II).[3] Elas se comprometem também a tomar medidas adicionais como forma de preservar a fauna e a flora nativas que se encontram fora das áreas protegidas citadas no art. II (art. V).
- Aves migratórias são objeto de provisões adicionais, com o objetivo de promover sua proteção e “uso racional” (art. VII).
- Seguindo o exemplo da Convenção de Londres de 1933, e da Convenção de Londres de 1900, que a antecedeu, a Convenção de Washington de 1940 conta com listas de espécies. No caso, as espécies listadas no Anexo da convenção devem beneficiar de proteção urgente e completa (art. VIII).[2] No contexto brasileiro, apenas outras duas convenções fornecem bases para o tratamento diferenciado de espécies consideradas ameaçadas: a Convenção de Washington sobre o Comércio Internacional das Espécies da Flora e da Fauna Selvagens em Perigo de Extinção, também chamada CITES, e a Convenção sobre Diversidade Biológica.[4]
- Além disso, as partes concordam em cooperar entre si, com o objetivo de promover pesquisas e estudos de campo que tenham como finalidade melhorar o cumprimento dos objetivos da convenção.
- Por fim, o acordo estabelece que os países signatários devem tomar medidas adicionais para impor controles ao comércio de artigos de fauna e flora protegidas, atras;es de um sistema de certificações (art. IX).[5]